# Giovanni Fontana
Giovanni Fontana (Melide, Švicarska, 1540. – Rim, 1614.) bio je dominikanski svećenik i kasno-maniristički arhitekt, brat arhitekta Domenica Fontane.
Fontana je, za obitelj Aldobrandini, sagradio jednu od najpoznatijih ruralnih vila u oblasti Campagna Romana, nedaleko Rima, u periodu 1601.—1605. Castello di Torrenova bila je izvorno srednjovjekovna seoska kuća koju je Fontana proširio i ukrasio renesansnim detaljima i bedemima. Pored tvrđave bila je sagrađena mala kasno-renesansna crkva za papu Klementa I., koji je bio patron pape Klementa VIII. koji je pripadao obitelji Aldobrandini. 
Pored toga Fontana je zajedno s Carlom Madernom radio na izgradnji Bazilike sv. Petra te je 1612. godine izgradio fontanu Acqua Paolina. 

## Vanjske poveznice
- Giovanni Baglione, Giovanni Battista Passari, Le vite de' pittori, scultori, architetti, ed intagliatori